# Jateí
Jateí là một đô thị thuộc bang Mato Grosso do Sul, Brasil. Đô thị này có diện tích 1927,966 km², dân số năm 2007 là 3808 người, mật độ 1,98 người/km².